# Domkirche St. Eberhard

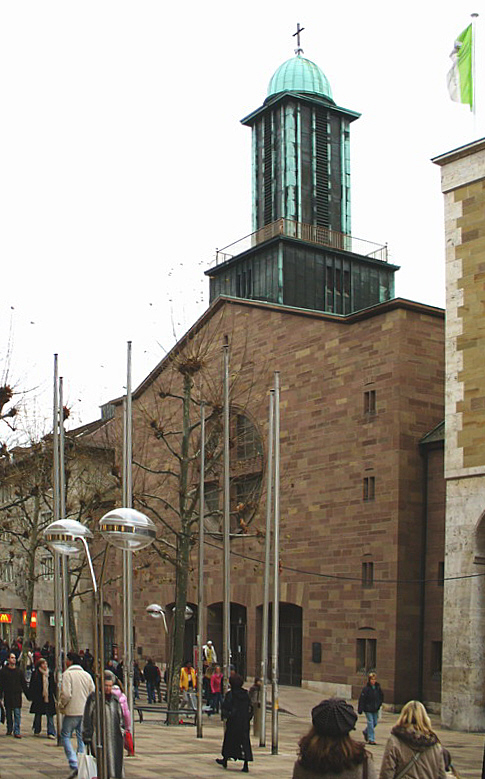
Domkirche St. Eberhard

Die Domkirche St. Eberhard (früher Stadtpfarrkirche St. Eberhard) in Stuttgart ist seit 1978 die zweite Kathedralkirche (Konkathedrale des Bischofs) im Bistum Rottenburg-Stuttgart. In Rottenburg befindet sich der Dom St. Martin. Die Erhebung erfolgte aus Anlass des 150-jährigen Diözesanjubiläums und dessen Umbenennung in Bistum Rottenburg-Stuttgart.

## Geschichte

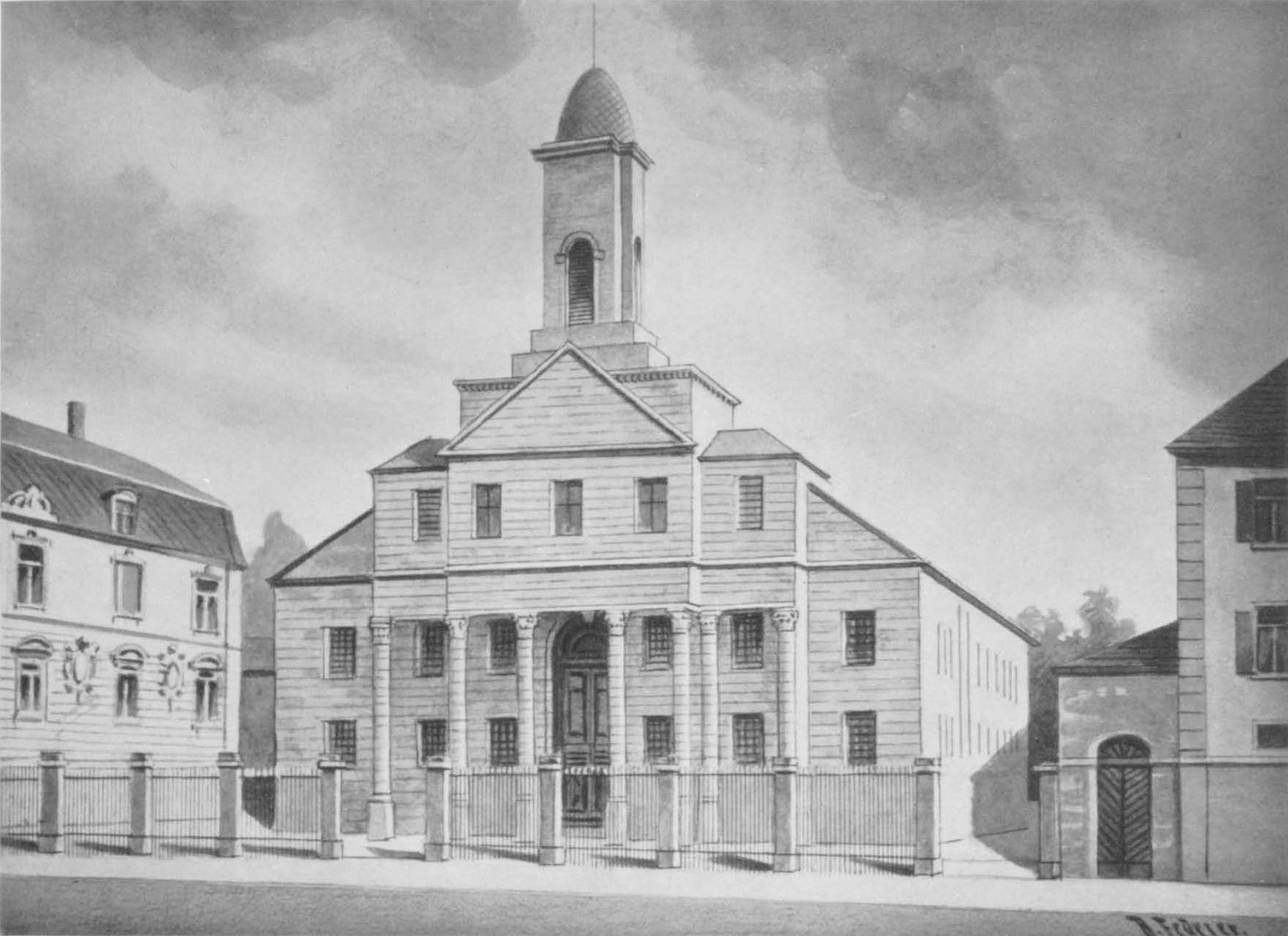
Eberhardskirche um 1890

Nachdem die Ausübung der römisch-katholischen Konfession in Württemberg 1806 unter königlichen Schutz gestellt worden war, konnte sich die seit der Reformation als Privatrecht der (katholischen) Herzöge erhaltene Gottesdiensttradition der katholischen Hofkapelle mit der katholischen Bevölkerungsminderheit, die bereits bisher an deren Gottesdiensten teilgenommen hatte, zu einer selbständigen Pfarrei konstituieren.
Diese erste katholische Pfarrei im post-reformatorischen Stuttgart tagte zunächst in der französischen Kirche beim Bebenhäuser Hof und übersiedelte, als diese zu klein geworden war, in die ehemalige Garnisonskirche (heute steht an der Stelle der ersten Garnisonskirche das Haus der Wirtschaft, Nähe Berliner Platz). 1807 wies Friedrich I. der katholischen Gemeinde einen für das Königshaus reservierten Bauplatz in der unteren Hälfte der Königstraße zu, den heutigen Standort der Eberhardskirche.
Der Grundstein zu diesem ersten katholischen Kirchenneubau im damaligen Stuttgart (im heutigen Stuttgart-Hofen wurde 1784 die St.-Barbara-Kirche geweiht) seit der Reformation wurde 1808 ohne besondere Anteilnahme der nach wie vor überwiegend evangelischen Stuttgarter Bevölkerung gelegt. Die Kirche erhielt ihre Weihe am 1. Oktober 1811 durch den Augsburger Weihbischof Fürst Karl von Hohenlohe. Dieser war von Friedrich I. angewiesen worden, die Kirche nach seinem Vorfahren, dem legendären Grafen Eberhard im Bart zu benennen, und folgte der Anweisung.
Kirchenrechtlich gestaltete sich die Patronatszuweisung indessen schwieriger, da Eberhard im Bart in keinem offiziellen Heiligenkalender genannt wird und somit als Patron nicht in Frage kam. Andererseits durfte sich die junge Gemeinde das Wohlwollen des Königs nicht durch eine eventuelle Umwidmung der Kirche verscherzen. Zunächst wurde daher der hl. Eberhard I., Erzbischof von Salzburg, als offizieller Patron angenommen, obwohl dieser zwar im Heiligenkalender der Erzdiözese Salzburg, nicht aber der Römischen Kirche genannt wird. Später wurde der Selige Eberhard VI. von Nellenburg favorisiert, der Gründer des Klosters Allerheiligen in Schaffhausen, bevor Bischof Carl Joseph Leiprecht bei der Konsekration der nach dem Zweiten Weltkrieg wiedererbauten Kirche 1955 die Diskussion beendete, indem er in der Weiheinschrift beide letztgenannten Eberharde als Patrone der Kirche bestimmte.

## Bau
Die ursprüngliche bauliche Gestalt der Eberhardskirche stellte einen Wiederaufbau der bei Schloss Solitude abgebrochenen evangelischen Kirche dar. Diese war 1808 dort sorgfältig abgetragen und an den Bauplatz in der Königstraße überführt worden. Von dieser Vorgängerkirche ist heute nur noch der Grundriss und das die Fassade kennzeichnende Türmchen mit der Spitzkuppel erhalten.
Die erste Umgestaltung fand 1933/1934 statt, als die ursprüngliche bilder- und farbenreiche Innenausstattung entfernt und die Kirche in neoklassizistischem Stil eingerichtet wurde. 1944 wurde die Kirche durch zwei Bombenangriffe vollständig zerstört. 
Der Wiederaufbau durch Hugo Schlösser auf dem alten Grundriss war 1955 abgeschlossen. 1973 wurde der Innenraum erneut geringfügig umgestaltet, um die Beschlüsse des zweiten Vatikanischen Konzils umzusetzen. Die Erhebung zur Konkathedrale (1978) machte wiederum bauliche Änderungen erforderlich. Diesen wurde 1990/91 in einer tiefgreifenden Umgestaltung des Innenraums nach Plänen von Bert Perlias entsprochen, durch die die Eberhardskirche ihre heutige Gestalt erhielt.
|  |  |  |

## Orgeln

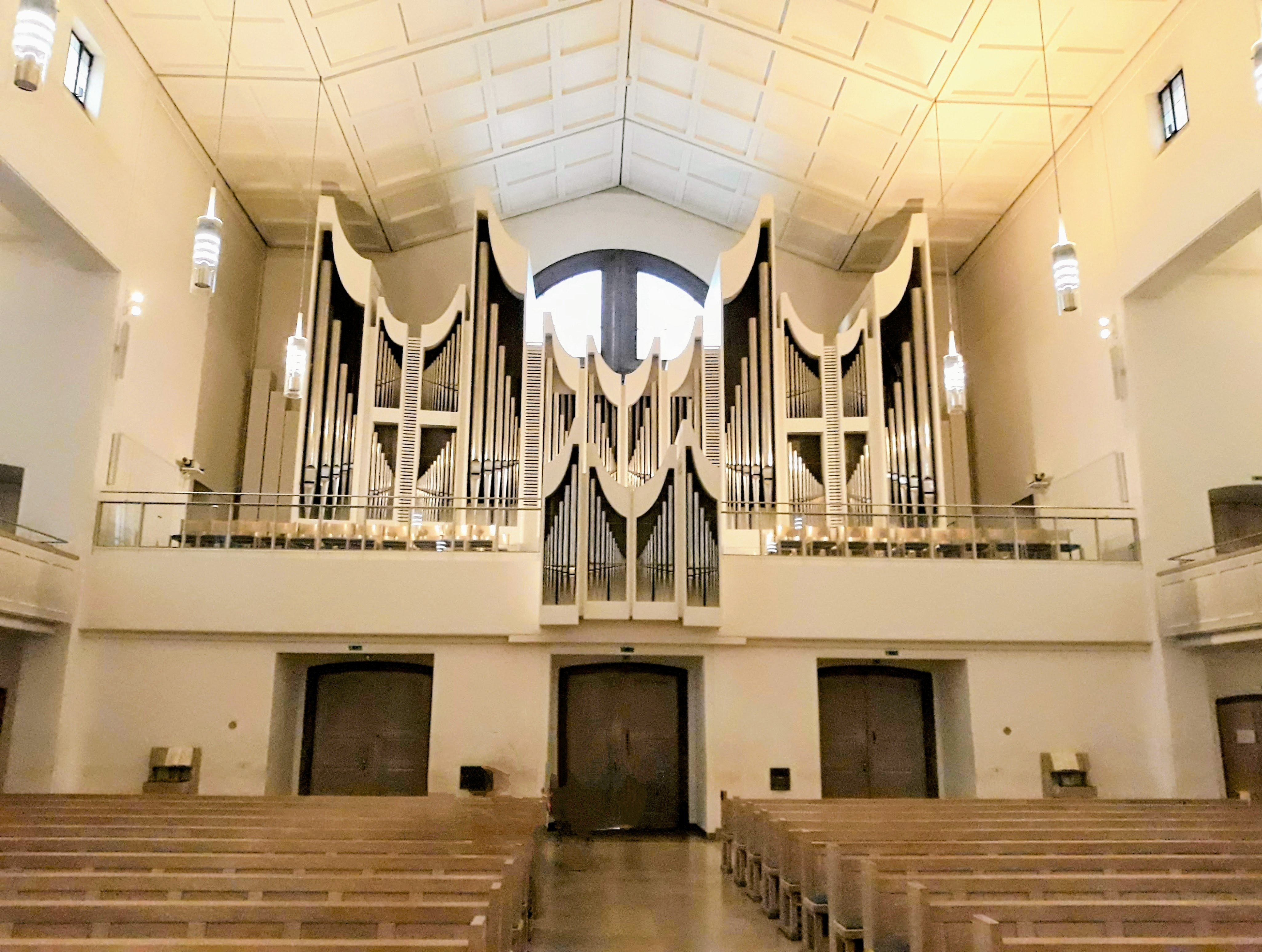
Prospekt mit Rückpositiv der Hauptorgel

### Hauptorgel
Die Orgel wurde 1982 von dem Orgelbauer Winfried Albiez erbaut. Sie hat 56 Register auf drei Manualen und Pedal. Die Spieltrakturen sind mechanisch, die Registertrakturen elektrisch, die Koppeln sind wahlweise mechanisch und elektrisch. Die Disposition lautet:
| I Rückpositiv C–g3 |                   |        |
| 1.                 | Prästant          | 8′     |
| 2.                 | Bourdon           | 8′     |
| 3.                 | Quintade          | 8′     |
| 4.                 | Principal         | 4′     |
| 5.                 | Rohrflöte         | 4′     |
| 6.                 | Nasat             | 2 ⁄3′  |
| 7.                 | Octav             | 2′     |
| 8.                 | Terz              | 1 3⁄5′ |
| 9.                 | Larigot           | 1 ⁄3′  |
| 10.                | Sifflöte          | 1′     |
| 11.                | Scharff IV        | 1′     |
| 12.                | Rohrflöten-Sordun | 16′    |
| 13.                | Krummhorn         | 8′     |
|                    | Tremulant         |        |

| II Hauptwerk C–g3 |                   |       |
| 14.               | Prästant          | 16′   |
| 15.               | Principal         | 8′    |
| 16.               | Rohrgedeckt       | 8′    |
| 17.               | Spitzgambe        | 8′    |
| 18.               | Octav             | 4′    |
| 19.               | Nachthorn         | 4′    |
| 20.               | Quinte            | 2 ⁄3′ |
| 21.               | Superoktav        | 2′    |
| 22.               | Mixtur V–VI       | 1 ⁄3′ |
| 23.               | Cornett V (ab f0) | 8′    |
| 24.               | Trompete          | 16′   |
| 25.               | Trompete          | 8′    |
| 26.               | Vox humana        | 8′    |
|                   | Tremulant         |       |

| III Schwellwerk C–g3 |                      |        |
| 27.                  | Bourdon              | 16′    |
| 28.                  | Principal            | 8′     |
| 29.                  | Flute harmonique     | 8′     |
| 30.                  | Salicional           | 8′     |
| 31.                  | Voix celeste (ab c0) | 8′     |
| 32.                  | Flute                | 4′     |
| 33.                  | Prestant             | 4′     |
| 34.                  | Nasard               | 2 ⁄3′  |
| 35.                  | Doublette            | 2′     |
| 36.                  | Quarte de Nasard     | 2′     |
| 37.                  | Tierce               | 1 3⁄5′ |
| 38.                  | Fourniture IV–V      | 2′     |
| 39.                  | Cymbale IV           | 1⁄2′   |
| 40.                  | Basson               | 16′    |
| 41.                  | Trompette harmonique | 8′     |
| 42.                  | Hautbois             | 8′     |
| 43.                  | Clairon              | 4′     |
|                      | Tremulant            |        |

| Pedal C–f1 |                 |         |
| 44.        | Principalbass   | 16′     |
| 45.        | Subbass         | 16′     |
| 46.        | Quintbass       | 10 2⁄3′ |
| 47.        | Octavbass       | 8′      |
| 48.        | Gedecktbass     | 8′      |
| 49.        | Choralbass      | 4′      |
| 50.        | Spillflöte      | 4′      |
| 51.        | Rauschquinte II | 2 ⁄3′   |
| 52.        | Mixtur III      | 2′      |
| 53.        | Bombarde        | 32′     |
| 54.        | Posaune         | 16′     |
| 55.        | Trompete        | 8′      |
| 56.        | Zink            | 4′      |

- Koppeln:
  - Normalkoppeln: I/II, III/I, III/II, I/P, II/P, III/P
  - Superoktavkoppel: III/P
- Spielhilfen: 16-fache Setzeranlage, Registercrescendo als Schwelltritt

### Chororgel

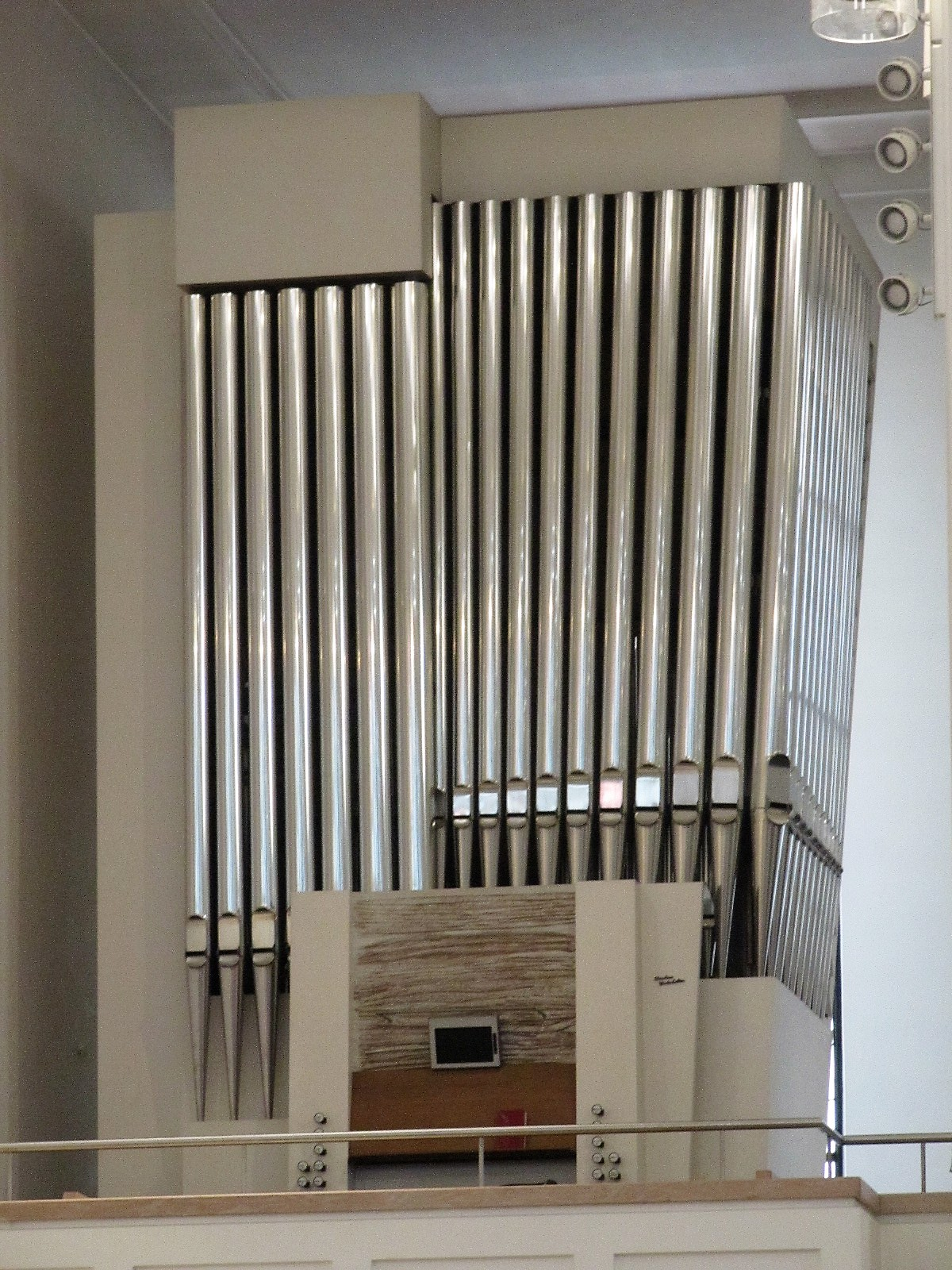
Chororgel

Seit 2006 besitzt die Konkathedrale eine Chororgel der Firma Claudius Winterhalter (II/10). Ihre Disposition setzt sich wie folgt zusammen:
| I Hauptwerk C-g3 |                    |    |
| 1.               | Principal          | 8′ |
| 2.               | Flaut major        | 8′ |
| 3.               | Octave             | 4′ |
| 4.               | Octave (aus Nr. 5) | 2′ |
| 5.               | Mixtur III–IV      | 2′ |

| II Schwellwerk C-g3 |               |    |
| 6.                  | Doppelgedackt | 8′ |
| 7.                  | Viola         | 8′ |
| 8.                  | Flaut travers | 4′ |
| 9.                  | Gemshorn      | 4′ |
| 10.                 | Trompette     | 8′ |
|                     | Tremulant     |    |

| Pedal C-f1 |                          |     |
| 11.        | Subbass                  | 16′ |
| 12.        | Gedacktbass (aus Nr. 11) | 8′  |

## Dommusik
Die Dommusik an St. Eberhard umfasst den Domchor, die Mädchenkantorei an der Domkirche St. Eberhard, die Domkapelle St. Eberhard und die Schola Gregoriana. Das Team der Dommusik besteht aus Domkapellmeisterin Lydia Schimmer und Domorganist Johannes Mayr. Domkantor ist seit 2023 Adam Krukiewicz.
Gemeinsam gestalten sie die Gottesdienste an St. Eberhard und decken dabei die gesamte Bandbreite des kirchenmusikalischen Repertoires ab. Darüber hinaus sind die Ensembles in Auftritten im Rahmen der verschiedenen Konzertreihen im Dom zu hören.

## Glocken
St. Eberhard verfügt über ein sechsstimmiges Glockengeläut, bestehend aus vier 1957 in der Stuttgarter Glockengießerei Heinrich Kurtz gegossenen Bronzeglocken und den beiden 2018 bei der Glockengießerei Grassmayr (Innsbruck) gegossenen kleinen Glocken. Diese sind zwei Glaubenszeugen des 20. Jahrhunderts gewidmet, die auch Gemeindemitglieder von St. Eberhard waren.
Übersicht
| Glocke | Name                  | Durchmesser | Gewicht | Schlagton |
| ------ | --------------------- | ----------- | ------- | --------- |
| 1      | Dreifaltigkeitsglocke | 1560 mm     | 2997 kg | c′        |
| 2      | Friedensglocke        | 1380 mm     | 1588 kg | d′        |
| 3      | Marienglocke          | 1150 mm     | 0903 kg | f′        |
| 4      | Sterbeglocke          | 1030 mm     | 0683 kg | g′        |
| 5      | Eugen Bolz            | 1000 mm     | 0600 kg | a′        |
| 6      | Rupert Mayer          | 0850 mm     | 0350 kg | c″        |